# Annika Beck

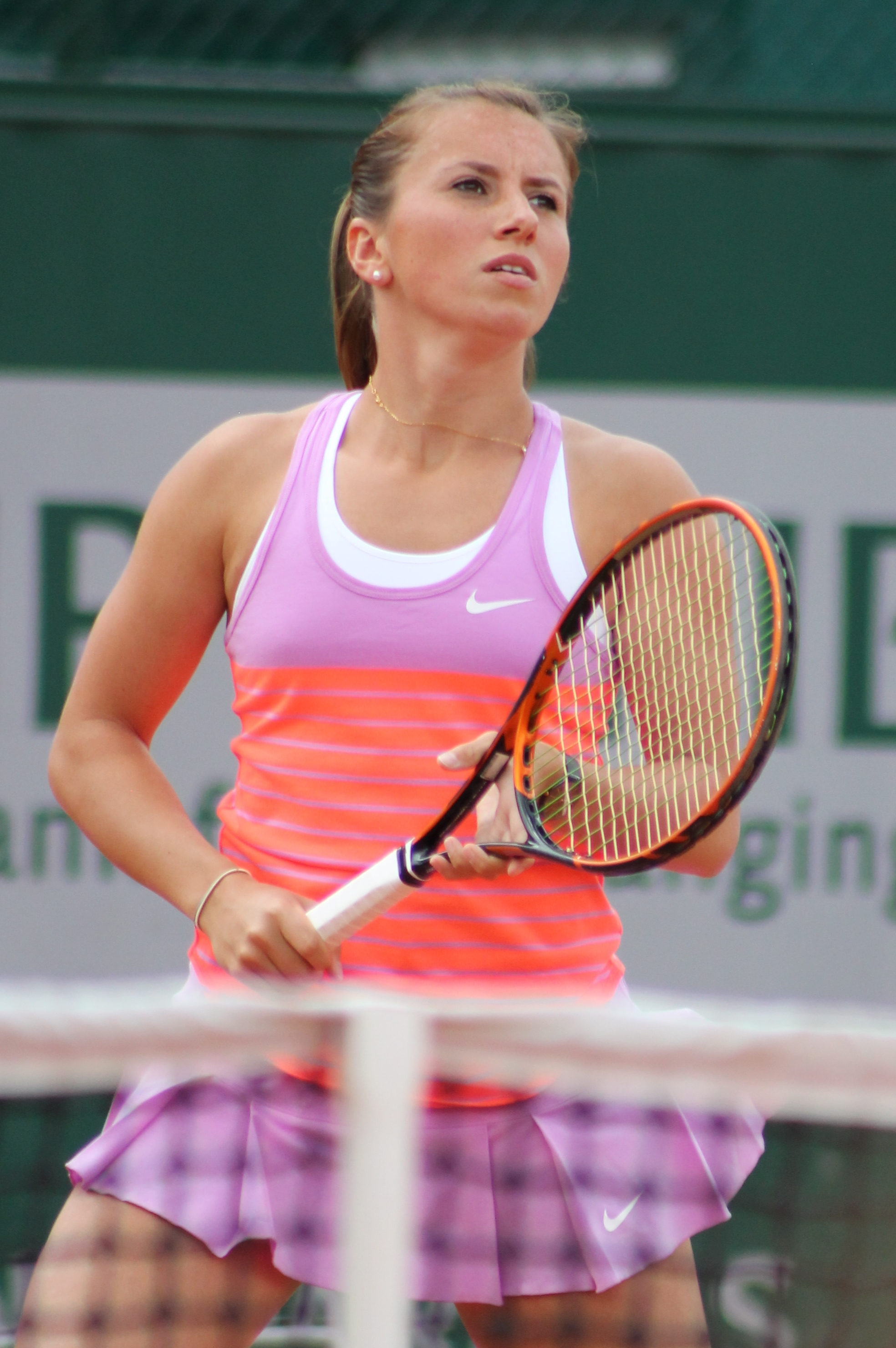
Annika Beck året 2015 som junior vid Franska öppna.

Annika Beck, född 16 februari 1994 i Gießen, är en inte längre aktiv tysk tennisspelare.
Beck började med tennis när hon var fyra år gammal. Under början av 2010-talet hade hon större framgångar och hon vann juniortävlingen i Franska öppna 2012. Under åren 2013 och 2016 ingick Beck i Tysklands Fed Cup-lag. Under WTA-touren vann hon i oktober 2014 en tävling i Luxemburg och i september 2015 en tävling i Québec (Kanada). Beck tävlade även i dubbel där hon i augusti 2015 vann en WTA-tävling i Florianópolis (Brasilien). Hennes dubbelpartner under tävlingen var Laura Siegemund.
Beck meddelade i oktober 2018 att hon avslutar idrottskarriären för att fokusera mer på ett medicinstudium.